# Нагорный (Псковская область)
Наго́рный — посёлок в Великолукском районе Псковской области России. Входит в состав Переслегинской волости.

## География
Расположен на северо-западе района, на западной границе райцентра Великие Луки, к югу от деревни Фотьево.

## Население
| 2001 | 2002 | 2010 |
| ---- | ---- | ---- |
| 524  | ↘487 | ↘456 |

Численность населения деревни по состоянию на начало 2001 года составила 524 жителя.